# Vogliamo anche le rose
Vogliamo anche le rose è un film documentario del 2007 scritto e diretto da Alina Marazzi e presentato al Locarno Film Festival
Il film analizza la nascita e gli sviluppi del movimento femminista nell'Italia degli anni settanta, attraverso i diari e le vicende intime di tre donne cresciute in ambienti sociali e culturali diversi fra loro. La narrazione, realizzata attraverso tre voci narranti che rappresentano le scrittrici dei diari, è inframezzata da riprese e interviste che mostrano lo sviluppo di una nuova coscienza in quegli anni: i cortei, il dibattito sull'aborto, il divorzio, i rapporti di coppia, il lavoro della donna, la sessualità femminile vissuta in maniera totalmente nuova, le riunioni femministe. La pellicola mette anche in risalto come il modello stesso della donna sia cambiato nel corso degli anni.

## Trama
Anita è una ragazza proveniente da una buona famiglia che, con l'arrivo dell'adolescenza, tenta di scoprire l'amore e i rapporti con l'altro sesso, rimanendo però confusa e destabilizzata. Il sesso, e l'idea stessa di essere toccata da un ragazzo, la spaventano al punto da convincerla a rivolgersi a dei medici che sembrano incapaci di risolvere la sua innata repressione.
Teresa viene dal Sud, e a soli vent'anni rimane incinta del suo fidanzato: all'improvviso le discussioni sull'aborto con le "compagne" non sono più qualcosa di lontano dalla sua vita, ma qualcosa che la riguarda intimamente, profondamente e che modificherà per sempre le sue idee sul sesso.
Infine, Valentina è una donna matura, impegnata nel movimento femminista: si interroga soprattutto sul rapporto delle femministe con le altre donne, con altre visioni del mondo al femminile.
Queste tre vicende differenti sono lo spunto per raccontare un cambiamento radicale che investe tutta la società: la famiglia tradizionale in cui la moglie è al servizio del marito, la struttura fondata sulla patria potestà, con le sue considerazioni distorte sull'adulterio e il delitto d'onore, la liberazione sessuale e il suo significato reale, la contraccezione e il rapporto con la religione, i pregiudizi e i condizionamenti della società riguardo al matrimonio. Il film si conclude con una breve cronologia delle trasformazioni sociali avvenute alla fine del Novecento.

## Produzione
La produzione di Vogliamo anche le rose parte da un desiderio della regista di scoprire nuovamente il movimento femminista degli anni '70 e di trovare una sua espressione nel mondo moderno. Le scene sono provenienti soprattutto da scorci di interviste, spot o filmati amatoriali, raccolti da archivi cinematografici (Rai Teche, Aamod, Cineteca di Bologna, Cineteca Italiana, Centro Sperimentale di Cinematografia, Cineteca del Friuli, Cinefiat) o nelle case di persone coinvolte negli eventi mostrati nel documentario. Esse sono unite alle voci narranti delle tre protagoniste che raccontano la propria vita intima e le loro sensazioni di fronte a un mondo che sta cambiando ed è pronto a mettere in discussione tutte le convenzioni sociali. Lidia Ravera riferendosi ai contenuti del film, commenta: "Me la ricordo bene l'eccitazione, ma anche l'ansia. Dovevamo inventarci un modo nuovo di essere donne" (Introduzione a Le rose, a cura di Alina Marazzi, Feltrinelli Real Cinema).

## Colonna sonora
Le musiche originali del film sono composte da Bruno Dorella ed eseguite dal gruppo Ronin.
- La casalinga pasticciona
- Tema di X
- La danza degli uomini
- Grandi pensatori
- Governo Vecchio
- Cinegiornale
- Tema di Anita
- Sogni di Teresa
- La fabbrica delle bambole
- Tema di Teresa
- Tema di Valentina

## Riconoscimenti
- 2007 - Italia Film Fest
  - Premio Vittorio de Seta al miglior documentario
- 2008 - David di Donatello
  - Candidatura al David di Donatello per il miglior documentario
- 2008 - Nastro d'argento
  - Candidatura al premio per il miglior documentario uscito in sala
  - Candidatura al premio per il miglior montaggio (Ilaria Fraioli)
- 2008 - Ciak d'oro
  - Candidatura al premio per la miglior colonna sonora (Ronin)
- 2008 - Afrodite - Donne nell'audiovisivo
  - Migliore documentarista dell'anno ad Alina Marazzi
- 2008 - Visioni di Fata Morgana
  - Premio Le immagini della contemporaneità